# Zavrelimyia hirtimanus
Zavrelimyia hirtimanus is een muggensoort uit de familie van de dansmuggen (Chironomidae). De wetenschappelijke naam van de soort is voor het eerst geldig gepubliceerd in 1918 door Jean-Jacques Kieffer.